# Tom McRae
Pour les articles homonymes, voir McRae.
Tom McRae, de son nom de naissance Jeremy Thomas McRae Blackall le 19 mars 1969 à Chelmsford (Essex), est un auteur-compositeur-interprète britannique.

## Biographie
Tom McRae est un artiste anglais découvert par un label indépendant, DB Records. Auparavant, Scott Walker l'avait invité au festival Meltdown avant même qu'il n'ait sorti un seul disque. Issu d'un petit village et fils de pasteurs, Tom McRae est désormais installé à New York après avoir vécu et écrit la majorité des morceaux de ses deux premiers albums à Londres.
Son premier album, Tom McRae, sort en octobre 2000 ; il est suivi d'une tournée : Transmusicales de Rennes, première partie d’Autour de Lucie à Paris, puis onze dates en tête d'affiche et des festivals d'été. Au cours de sa première tournée, il découvre le répertoire et les artistes français : Alain Bashung (avec qui il partagera l’affiche sur la tournée du deuxième album), Christophe Miossec, Keren Ann, Françoise Hardy ou Dominique A. Il est nommé, sans pour autant remporter de prix, à deux récompenses anglaises : le Mercury Music Prize et les Q Awards.
En 2003 sort le deuxième album, Just Like Blood, produit par Ben Hillier (Blur et Elbow), et qui permet à Tom d’entamer une nouvelle tournée en France.
Enregistré à Los Angeles au Paramount Estate et coproduit par Tom et Joe Chiccarell, All Maps Welcome, le troisième album paraît le 3 mai 2005. Oliver Kraus, au violoncelle, et Olli Cunningham, au piano, ont participé à l'enregistrement. Ils ont été rejoints par la section rythmique de Beck, Joey Waronker (Beck, R.E.M., Smashing Pumpkins) à la batterie, Justin Meldal-Johnsen (Beck, Air, ImaRobot) à la basse et Lyle Workman (Beck, Sheryl Crow, Jellyfish) à la guitare.
Son quatrième album King of Cards sort en 2007.
La chanson You Cut Her Hair est utilisée en septembre 2008 pour la publicité Kenzo Power pour homme.
La même année, Tom McRae sort un premier album live, uniquement disponible sur son site internet et lors de ses concerts. Cet album comprend des titres enregistrés en différents endroits lors de sa dernière tournée européenne.
Tom McRae est de retour le 22 février 2010 avec un nouvel album studio, Alphabet of Hurricanes, dont le premier extrait est le titre Please.
La chanson What a Way To Win A War (2015) est utilisée en avril 2018 pour la publicité Flower by Kenzo.